# Jermaine Jackson
Jermaine LaJaune Jackson (Gary, Indiana, 11 december 1954) is een Amerikaans zanger en basgitarist. Hij werd vooral beroemd als lid van The Jackson 5 en scoorde ook solo grote hits met onder meer When the Rain Begins to Fall (1984) en Do What You Do (1985).

## Levensloop
Jermaine Jackson werd in 1954 geboren als het vierde kind van Joseph Jackson en Katherine Jackson. Hij is een broer van onder anderen Michael en Janet Jackson.

### The Jackson 5
Jacksons muzikale loopbaan begon in 1963, toen hij negen jaar oud was. Op initiatief van zijn vader vormde hij, samen met zijn twee broers Jackie en Tito, in 1964 een groep: The Jackson Brothers. Hij fungeerde hierin als leadzanger en bassist. Niet veel later breidde het trio uit met Michael en Marlon en ontstond The Jackson 5. Michael nam hierbij de rol van leadzanger over, hoewel ook Jermaine belangrijke zangpartijen voor zijn rekening bleef nemen.
In 1975 ontstond een breuk tussen Jermaine en de andere Jackson 5-leden toen de groep haar platenmaatschappij Motown verruilde voor Epic Records. Jermaine was de enige die loyaal aan Motown wilde blijven en besloot de band te verlaten. Het feit dat hij in 1973 in het huwelijk was getreden met de dochter van Motown-oprichter Berry Gordy, zou bij zijn beslissing hebben meegespeeld. Zijn plaats in de groep (die hernoemd werd naar The Jacksons) werd ingenomen door zijn jongere broer Randy. In 1983 zou Jermaine zich weer bij de groep aansluiten.

### Solocarrière
Jackson bracht zijn eerste twee soloalbums uit toen hij nog deel uitmaakte van The Jackson 5. In 1972 verscheen zijn eerste soloalbum Jermaine, een jaar later gevolgd door het album Come into My Life. Met de single Daddy's Home scoorde hij in het voorjaar van 1973 een top 10-hit in de Verenigde Staten en in Nederland.
Zijn vertrek bij The Jackson 5 maakte voor Jackson de weg vrij om zich volledig te concentreren op zijn solocarrière. Hij tekende een contract bij Motown en bracht daar vanaf 1976 een reeks albums uit, waarvan Let's Get Serious (1980) het meest succesvol was. Dit album produceerde hij samen met Stevie Wonder en de titelsong werd een internationale hit. In 1984 werkte Jackson als producer en duetpartner mee aan het debuutalbum van Whitney Houston.
Voor de film Voyage of the Rock Aliens nam Jackson in 1984 When the Rain Begins to Fall op, een duet met Pia Zadora. In het Verenigd Koninkrijk en de Verenigde Staten sloeg deze single nauwelijks aan, maar in verschillende Europese landen werd het zijn grootste hit. In Nederland, België, Frankrijk en Duitsland behaalde het de nummer 1-positie in de hitlijsten. Ook Jacksons single Do What You Do was vervolgens succesvol, met top 10-noteringen in onder meer het Verenigd Koninkrijk, Nederland en Ierland. In België scoorde hij hiermee zijn tweede nummer 1-hit.
Jacksons commerciële succes nam tegen het einde van de jaren tachtig af, al scoorde hij met de single Don't Take It Personal (1989) nog een nummer 1-hit in de Amerikaanse Hot R&B/Hip-Hop Songs. Zijn meest recente soloalbum verscheen in 2012.

### Persoonlijk
Jackson is drie keer getrouwd geweest: tussen 1973 en 1988 met Hazel Gordy (een dochter van Berry Gordy), tussen 1995 en 2003 met Alejandra Loaiza (een ex-vriendin van zijn broer Randy) en tussen 2004 en 2016 met Halima Rachid. Tussendoor had hij van 1986 tot 1993 een liefdesrelatie met Margaret Maldonado. In totaal kreeg hij zeven kinderen: Jermaine LaJaune ("Jay") Jr. (1977), Autumn (1978), Jeremy (1986), Jaimy (1987), Jourdynn (1989), Jaafar (1996) en Jermajesty (2000). Zijn eerste, tweede en vierde kind kreeg hij met Gordy, zijn derde en vijfde kind met Maldonado en zijn laatste twee kinderen met Loaiza.
Hoewel hij werd opgevoed als Jehova's getuige, bekeerde Jackson zich in 1989 tot de islam. Hij nam daarbij de naam Muhammed Abdul-Aziz aan, die hij als artiest echter niet gebruikt. In 2012 diende hij bij de rechtbank van Los Angeles een verzoek in om zijn achternaam Jackson te veranderen in Jacksun. Deze naamwijziging, die hij om "artistieke redenen" wenste, werd in februari 2013 goedgekeurd.

### Dood van Michael Jackson
Op 25 juni 2009 was Jermaine Jackson wereldwijd in het nieuws toen hij tijdens een persconferentie bekendmaakte dat zijn jongere broer Michael op 50-jarige leeftijd overleden was aan een hartstilstand. Tijdens de herdenkingsceremonie van Michael, op 7 juli 2009 in het Staples Center in Los Angeles, was Jermaine een van de dragers van Michaels kist. Als eerbetoon aan zijn overleden broer zong hij Michaels favoriete nummer: Smile van Charlie Chaplin uit 1936.

## Discografie

### Studioalbums
- Jermaine (1972)
- Come Into My Life (1973)
- My Name Is Jermaine (1976)
- Feel the Fire (1977)
- Frontiers (1978)
- Let's Get Serious (1980)
- Jermaine (1980)
- I Like Your Style (1981)
- Let Me Tickle Your Fancy (1982)
- Dynamite (1984)
- Precious Moments (1986)
- Don't Take It Personal (1989)
- You Said (1991)
- I Wish You L.O.V.E (2012)

## Hitnoteringen

### Albums
| Album met eventuele hitnotering(en) in de Nederlandse Album Top 100 | Datum van verschijnen | Datum van binnenkomst | Hoogste positie | Aantal weken | Opmerkingen |
| ------------------------------------------------------------------- | --------------------- | --------------------- | --------------- | ------------ | ----------- |
| Dynamite                                                            | 1984                  | 02-06-1984            | 21              | 14           |             |
| Precious moments                                                    | 1986                  | 29-03-1986            | 53              | 2            |             |

### Singles
| Single met eventuele hitnotering(en) in de Nederlandse Top 40 | Datum van verschijnen | Datum van binnenkomst | Hoogste positie | Aantal weken | Opmerkingen                                                |
| ------------------------------------------------------------- | --------------------- | --------------------- | --------------- | ------------ | ---------------------------------------------------------- |
| Daddy's home                                                  | 1973                  | 07-04-1973            | 8               | 10           | Nr. 10 in de Hilversum 3 Top 30                            |
| Let's get serious                                             | 1980                  | 21-06-1980            | 23              | 4            | Nr. 24 in de Nationale Hitparade                           |
| Sweetest sweetest                                             | 1984                  | 16-06-1984            | 16              | 6            | Nr. 20 in de Nationale Hitparade                           |
| When the rain begins to fall                                  | 1984                  | 20-10-1984            | 1 (4wk)         | 15           | met Pia Zadora / Nr. 1 in de Nationale Hitparade / Platina |
| Do what you do                                                | 1984                  | 19-01-1985            | 4               | 11           | Nr. 4 in de Nationale Hitparade                            |
| I think it's love                                             | 1986                  | 01-03-1986            | tip3            | -            | Nr. 50 in de Nationale Hitparade                           |

| Single met hitnotering(en) in de Vlaamse Ultratop 50 | Datum van verschijnen | Datum van binnenkomst | Hoogste positie | Aantal weken | Opmerkingen    |
| ---------------------------------------------------- | --------------------- | --------------------- | --------------- | ------------ | -------------- |
| Let's get serious                                    | 1980                  | 19-07-1980            | 30              | 1            |                |
| Sweetest sweetest                                    | 1984                  | 19-05-1984            | 9               | 12           |                |
| When the rain begins to fall                         | 1984                  | 20-10-1984            | 1 (4wk)         | 17           | met Pia Zadora |
| Do what you do                                       | 1984                  | 19-01-1985            | 1 (2wk)         | 14           |                |
| (Closest thing to) Perfect                           | 1985                  | 03-08-1985            | 33              | 2            |                |
| Lonely won't leave me alone                          | 1986                  | 31-05-1986            | 14              | 5            |                |
| Words into action                                    | 1986                  | 17-01-1987            | 35              | 2            |                |

### NPO Radio 2 Top 2000
| Nummers met noteringen in de NPO Radio 2 Top 2000 | '99  | '00  | '01  | '02  | '03  | '04  | '05  |
| ------------------------------------------------- | ---- | ---- | ---- | ---- | ---- | ---- | ---- |
| Do What You Do                                    | 1861 | -    | -    | -    | -    | -    | -    |
| When the Rain Begins to Fall (met Pia Zadora)     | 986  | 1408 | 1852 | 1676 | 1910 | 1987 | 1957 |

1. ↑  Een '-' betekent dat het nummer niet was genoteerd en een vetgedrukt getal geeft de hoogste notering van een nummer aan.
2. ↑  Deze tabel is bijgewerkt tot en met de meest recente editie (2024).

- Bibliothèque nationale de France: cb138955143 (data)
- Gemeinsame Normdatei: 134415280
- International Standard Name Identifier: 0000 0000 7839 8566
- Library of Congress Control Number: n91125718
- MusicBrainz: ccbdc2ab-1055-44d5-8417-a6b4898bf91b
- Nationale Bibliotheek van Tsjechië: xx0082656
- Nederlandse Thesaurus van Auteursnamen: 070758255
- Istituto Centrale per il Catalogo Unico: LO1V387164
- Système universitaire de documentation: 094535000
- Virtual International Authority File: 100314013
- WorldCat: E39PBJwhB9dJRcPY8KXVwKxkXd